# Comatose
Albums de Skillet
Collide
(2003) Awake
(2009)
Comatose est le sixième album studio du groupe de hard rock américain Skillet sorti le 3 octobre 2006. La version originale contient 11 pistes. Six ont été rajoutées lors de la sortie de l'édition deluxe et quatre dans la version DVD deluxe.

## Titres des chansons
| No  | Titre                    | Durée |
| --- | ------------------------ | ----- |
| 1.  | Rebirthing               | 3:53  |
| 2.  | The Last Night           | 3:32  |
| 3.  | Yours to Hold            | 3:42  |
| 4.  | Better Than Drugs        | 3:57  |
| 5.  | Comatose                 | 3:50  |
| 6.  | The Older I Get          | 3:38  |
| 7.  | Those Nights             | 3:46  |
| 8.  | Falling Inside the Black | 3:30  |
| 9.  | Say Goodbye              | 4:16  |
| 10. | Whispers in the Dark     | 3:24  |
| 11. | Looking for Angels       | 4:31  |

| 12. | Live Free or Let Me Die                 | 3:52 |
| 13. | Rebirthing (Acoustic version)           | 3:54 |
| 14. | Yours to Hold (Acoustic version)        | 3:44 |
| 15. | The Older I Get (Acoustic version)      | 3:27 |
| 16. | Whispers in the Dark (Acoustic version) | 3:25 |
| 17. | Say Goodbye (Acoustic version)          | 4:12 |

| 1. | Rebirthing (Music Video)           |  |
| 2. | Whispers in the Dark (Music Video) |  |
| 3. | The Older I Get (Music Video)      |  |
| 4. | Looking for Angels (Music Video)   |  |

## Singles
1. "Rebirthing"
2. "Whispers in the Dark"
3. "The Older I Get"
4. "The Last Night"
5. "Comatose"
6. "Those Nights"
7. "Better Than Drugs"

## Musiciens
- John L. Cooper – Chant, Basse
- Korey Cooper – Clavier, Guitare, Chant
- Lori Peters - Batterie
- Ben Kasica - Guitare

## Récompenses
En 2007, l'album a été nommé pour un Dove Award pour l'album rock de l'année à la 38e GMA Dove Awards.